# جيوفاني مارتينا
جيوفاني مارتينا (بالإيطالية: Giovanni Martina)‏ (20 يناير 1987 في إيطاليا - ) هو لاعب كرة قدم إيطالي في مركزي الدفاع والظهير. لعب مع نادي تريفيزو ونادي فياريجو وBassano Virtus 55 ST ‏ وإيه أس بيتزاغيتوني.

## وصلات خارجية
- جيوفاني مارتينا على موقع قاعدة بيانات كرة القدم.إي يو (الإنجليزية)